# Élections législatives de 1968 dans l'Hérault
Les élections législatives françaises de 1968 se déroulent les 23 et 30 juin 1968. Dans le département de l'Hérault, cinq députés sont à élire dans le cadre de cinq circonscriptions.

## Élus
| Circonscription | Député sortant    | Parti | Parti          | Député élu ou réélu   | Parti | Parti       |
| --------------- | ----------------- | ----- | -------------- | --------------------- | ----- | ----------- |
| 1re             | Étienne Ponseillé |       | FGDS (Radical) | René Couveinhes       |       | UDR         |
| 2e              | Gilbert Sénès     |       | FGDS (SFIO)    | Georges Clavel        |       | UDR         |
| 3e              | Pierre Arraut     |       | PCF            | André Collière        |       | UDR         |
| 4e              | Paul Balmigère    |       | PCF            | Pierre Leroy-Beaulieu |       | UDR         |
| 5e              | Raoul Bayou       |       | FGDS (SFIO)    | Raoul Bayou           |       | FGDS (SFIO) |

## Résultats

### Résultats à l'échelle du département
| Parti          | Parti                                           | Premier tour | Premier tour | Second tour | Second tour | Sièges |
| Parti          | Parti                                           | Voix         | %            | Voix        | %           | Sièges |
| -------------- | ----------------------------------------------- | ------------ | ------------ | ----------- | ----------- | ------ |
|                | Union pour la défense de la République          | 74 580       | 29,56        | 108 934     | 43,81       | 4      |
|                | Républicains indépendants                       | 27 073       | 10,73        | 13 286      | 5,34        | 0      |
|                | Union des républicains de progrès               | 101 653      | 40,29        | 122 220     | 49,15       | 4      |
|                |                                                 |              |              |             |             |        |
|                | Section française de l'Internationale ouvrière  | 42 932       | 17,02        | 51 615      | 20,76       | 1      |
|                | Parti radical                                   | 26 790       | 10,62        | 28 112      | 11,30       | 0      |
|                | Fédération de la gauche démocrate et socialiste | 69 722       | 27,64        | 79 727      | 32,06       | 1      |
|                |                                                 |              |              |             |             |        |
|                | Parti communiste français                       | 58 139       | 23,04        | 46 729      | 18,79       | 0      |
|                | Progrès et démocratie moderne                   | 14 821       | 5,87         | Retrait     | Retrait     | 0      |
|                | Parti socialiste unifié                         | 4 156        | 1,65         |             |             | 0      |
|                | Extrême droite                                  | 3 805        | 1,51         | 0           |             |        |
|                |                                                 |              |              |             |             |        |
| Inscrits       | Inscrits                                        | 329 154      | 100,00       | 329 142     | 100,00      | 5      |
| Abstentions    | Abstentions                                     | 72 807       | 22,12        | 72 896      | 22,15       |        |
| Votants        | Votants                                         | 256 347      | 77,88        | 256 246     | 77,85       |        |
| Blancs et nuls | Blancs et nuls                                  | 4 051        | 1,58         | 7 570       | 2,95        |        |
| Exprimés       | Exprimés                                        | 252 296      | 98,42        | 248 676     | 97,05       |        |

### Résultats par circonscription

#### Première circonscription (Montpellier-Est - Lunel)
| Candidat       | Candidat                  | Parti          | Premier tour | Premier tour | Second tour | Second tour |  |
| Candidat       | Candidat                  | Parti          | Voix         | %            | Voix        | %           |  |
| -------------- | ------------------------- | -------------- | ------------ | ------------ | ----------- | ----------- |  |
|                | René Couveinhes élu       | UDR (URP)      | 18 921       | 31,96        | 29 436      | 51,15       |  |
|                | Étienne Ponseillé sortant | FGDS (Radical) | 14 375       | 24,28        | 28 112      | 48,85       |  |
|                | Pierre Ville              | PCF            | 10 041       | 16,96        | Retrait     | Retrait     |  |
|                | Robert Thiéry             | RI             | 10 008       | 16,91        | Retrait     | Retrait     |  |
|                | Henri Grillon             | Extrême droite | 3 114        | 5,26         |             |             |  |
|                | Pierre Antonini           | PSU            | 2 739        | 4,63         |             |             |  |
|                |                           |                |              |              |             |             |  |
| Inscrits       | Inscrits                  | Inscrits       | 77 864       | 100,00       | 77 860      | 100,00      |  |
| Abstentions    | Abstentions               | Abstentions    | 17 897       | 22,98        | 18 644      | 23,95       |  |
| Votants        | Votants                   | Votants        | 59 967       | 77,02        | 59 216      | 76,05       |  |
| Blancs et nuls | Blancs et nuls            | Blancs et nuls | 769          | 1,28         | 1 668       | 2,82        |  |
| Exprimés       | Exprimés                  | Exprimés       | 59 198       | 98,72        | 57 548      | 97,18       |  |

#### Deuxième circonscription (Montpellier-Ouest - Lodève)
| Candidat       | Candidat              | Parti          | Premier tour | Premier tour | Second tour | Second tour |  |
| Candidat       | Candidat              | Parti          | Voix         | %            | Voix        | %           |  |
| -------------- | --------------------- | -------------- | ------------ | ------------ | ----------- | ----------- |  |
|                | Georges Clavel élu    | UDR (URP)      | 20 265       | 36,57        | 28 360      | 50,23       |  |
|                | Gilbert Sénès sortant | FGDS (SFIO)    | 15 497       | 27,97        | 28 103      | 49,77       |  |
|                | Manuel Bernabeu       | PCF            | 8 561        | 15,45        | Retrait     | Retrait     |  |
|                | Joseph Aussel         | CD (PDM)       | 4 740        | 8,55         |             |             |  |
|                | François Bédel        | RI             | 4 238        | 7,65         |             |             |  |
|                | Pierre Maincent       | PSU            | 1 417        | 2,56         |             |             |  |
|                | Rodolphe Chapelard    | Extrême droite | 691          | 1,25         |             |             |  |
|                |                       |                |              |              |             |             |  |
| Inscrits       | Inscrits              | Inscrits       | 71 466       | 100,00       | 71 463      | 100,00      |  |
| Abstentions    | Abstentions           | Abstentions    | 15 385       | 21,53        | 13 845      | 19,37       |  |
| Votants        | Votants               | Votants        | 56 081       | 78,47        | 57 618      | 80,63       |  |
| Blancs et nuls | Blancs et nuls        | Blancs et nuls | 672          | 1,2          | 1 155       | 2           |  |
| Exprimés       | Exprimés              | Exprimés       | 55 409       | 98,8         | 56 463      | 98          |  |

#### Troisième circonscription (Sète)
| Candidat       | Candidat              | Parti          | Premier tour | Premier tour | Second tour | Second tour |  |
| Candidat       | Candidat              | Parti          | Voix         | %            | Voix        | %           |  |
| -------------- | --------------------- | -------------- | ------------ | ------------ | ----------- | ----------- |  |
|                | André Collière élu    | UDR (URP)      | 21 920       | 44,81        | 26 176      | 53,63       |  |
|                | Pierre Arraut sortant | PCF            | 16 164       | 33,04        | 22 635      | 46,37       |  |
|                | Charles Alliès        | FGDS (SFIO)    | 10 838       | 22,15        | Retrait     | Retrait     |  |
|                |                       |                |              |              |             |             |  |
| Inscrits       | Inscrits              | Inscrits       | 63 544       | 100,00       | 63 545      | 100,00      |  |
| Abstentions    | Abstentions           | Abstentions    | 13 602       | 21,41        | 13 023      | 20,49       |  |
| Votants        | Votants               | Votants        | 49 942       | 78,59        | 50 522      | 79,51       |  |
| Blancs et nuls | Blancs et nuls        | Blancs et nuls | 1 020        | 2,04         | 1 711       | 3,39        |  |
| Exprimés       | Exprimés              | Exprimés       | 48 922       | 97,96        | 48 811      | 96,61       |  |

#### Quatrième circonscription (Béziers-Nord - Bédarieux)
| Candidat       | Candidat                  | Parti          | Premier tour | Premier tour | Second tour | Second tour |  |
| Candidat       | Candidat                  | Parti          | Voix         | %            | Voix        | %           |  |
| -------------- | ------------------------- | -------------- | ------------ | ------------ | ----------- | ----------- |  |
|                | Paul Balmigère sortant    | PCF            | 15 248       | 29,77        | 24 094      | 49,12       |  |
|                | Pierre Leroy-Beaulieu élu | UDR (URP)      | 13 474       | 26,31        | 24 962      | 50,88       |  |
|                | Pierre Brousse            | FGDS (Radical) | 12 415       | 24,24        | Retrait     | Retrait     |  |
|                | Paul Coste-Floret         | CD (PDM)       | 10 081       | 19,68        | Retrait     | Retrait     |  |
|                |                           |                |              |              |             |             |  |
| Inscrits       | Inscrits                  | Inscrits       | 66 449       | 100,00       | 66 445      | 100,00      |  |
| Abstentions    | Abstentions               | Abstentions    | 14 531       | 21,87        | 15 017      | 22,6        |  |
| Votants        | Votants                   | Votants        | 51 918       | 78,13        | 51 428      | 77,4        |  |
| Blancs et nuls | Blancs et nuls            | Blancs et nuls | 700          | 1,35         | 2 372       | 4,61        |  |
| Exprimés       | Exprimés                  | Exprimés       | 51 218       | 98,65        | 49 056      | 95,39       |  |

#### Cinquième circonscription (Béziers-Sud - Saint-Pons)
| Candidat       | Candidat                  | Parti          | Premier tour | Premier tour | Second tour | Second tour |  |
| Candidat       | Candidat                  | Parti          | Voix         | %            | Voix        | %           |  |
| -------------- | ------------------------- | -------------- | ------------ | ------------ | ----------- | ----------- |  |
|                | Raoul Bayou sortant réélu | FGDS (SFIO)    | 16 597       | 44,2         | 23 512      | 63,89       |  |
|                | Maurice de Crozals        | RI (URP)       | 12 827       | 34,16        | 13 286      | 36,11       |  |
|                | Maurice Verdier           | PCF            | 8 125        | 21,64        | Retrait     | Retrait     |  |
|                |                           |                |              |              |             |             |  |
| Inscrits       | Inscrits                  | Inscrits       | 49 831       | 100,00       | 49 829      | 100,00      |  |
| Abstentions    | Abstentions               | Abstentions    | 11 392       | 22,86        | 12 367      | 24,82       |  |
| Votants        | Votants                   | Votants        | 38 439       | 77,14        | 37 462      | 75,18       |  |
| Blancs et nuls | Blancs et nuls            | Blancs et nuls | 890          | 2,32         | 664         | 1,77        |  |
| Exprimés       | Exprimés                  | Exprimés       | 37 549       | 97,68        | 36 798      | 98,23       |  |